# Blair Underwood
Blair Erwin Underwood (Tacoma, 1964. augusztus 25. –) Grammy- és Daytime Emmy-díjas amerikai színész. 
Legismertebb alakítása Simon Elder az Édes, drága titkaink című sorozatban. A Quantico című sorozatban is szerepelt.

## Fiatalkora
1964. augusztus 25-én született Tacomában, Marilyn Ann Scales lakberendező és Frank Eugene Underwood Sr., az Egyesült Államok hadseregének ezredese fiaként. Apja katonai karrierje miatt egész gyermekkorában bázisokon és katonai szállásokon élt az Egyesült Államokban és Stuttgartban. A Petersburg High Schoolba járt Petersburgban. Ezután a Carnegie Mellon School of Drama-ra járt Pittsburghben.

## Pályafutása
Első komolyabb szerepe a One Life to Live című sorozatban volt. 1987 és 1994 között a L.A. Law című sorozatban volt főszereplő. 2004 és 2005 között a LAX című sorozatban szerepelt, mint Roger De Souza. 2007-ben az Esküdt ellenségek: Különleges ügyosztály című sorozatban szerepelt. 2008-ben szerepelt A terapeuta című sorozatban. 2010 és 2011 között az Összeesküvés című sorozatban tűnt fel. 2013-ban az Ironside című sorozat főszereplője volt. 2015 és 2016 között A S.H.I.E.L.D. ügynökei című sorozat mellékszereplője volt. 2019-ben A Central parki ötök című sorozatban tűnt fel.

## Magánélete
1994 és 2021 között Desiree DaCosta férje volt. 2023. június 24-én feleségül vette Josie Hartot.

## Filmográfia

### Filmek
| Év   | Magyar cím             | Eredeti cím                           | Szerep                    | Magyar hang     |
| ---- | ---------------------- | ------------------------------------- | ------------------------- | --------------- |
| 1985 |                        | Krush Groove                          | Russell Walker            |                 |
| 1992 |                        | The Second Coming                     | Jézus                     |                 |
| 1993 | Jessie Lee bosszúja    | Posse                                 | Carver seriff             |                 |
| 1995 | Egy igaz ügy           | Just Cause                            | Bobby Earl Ferguson       | Selmeczi Roland |
| 1996 | A nagy dobás           | Set It Off                            | Keith Weston              | Kálid Artúr     |
| 1997 | Gattaca                | Gattaca                               | Génsebész                 | Holl Nándor     |
| 1998 |                        | Sister I'm Sorry                      | önmaga                    |                 |
| 1998 | Deep Impact            | Deep Impact                           | Mark Simon                | Szerémi Zoltán  |
| 1999 |                        | Asunder                               | Chance Williams           |                 |
| 1999 | A kívánság fája        | The Wishing Tree                      | varázsló                  |                 |
| 2000 | A bevetés szabályai    | Rules of Engagement                   | Lee százados              | Welker Gábor    |
| 2002 |                        | Truth Be Told                         | Harris nyomozó            |                 |
| 2002 | G – Szerelemre ítélve  | G                                     | Chip Hightower            |                 |
| 2002 | Szemből telibe         | Full Frontal                          | Calvin / Nicholas         | Galambos Péter  |
| 2003 | A fehér csóka          | Malibu's Most Wanted                  | Tom Gibbons               | Gergely Róbert  |
| 2004 |                        | Do Geese See God?                     | férfi                     |                 |
| 2005 |                        | The Golden Blaze                      | Gregory Fletcher (hangja) |                 |
| 2006 | Ilyen még nem volt     | Something New                         | Mark Harper               | Papp Dániel     |
| 2006 | Családi gubancok       | Madea's Family Reunion                | Carlos                    |                 |
| 2006 |                        | Company Town                          | Tom Wilson                |                 |
| 2007 |                        | The Hit                               | Hen                       |                 |
| 2009 | Sylvia bonyolult élete | Weather Girl                          | időjós                    |                 |
| 2010 |                        | From Cape Town with Love              | Tennyson Hardwick         |                 |
| 2010 |                        | I Will Follow                         | Evan                      |                 |
| 2011 | Rokonlelkek            | The Art of Getting By                 | Bill Martinson igazgató   | Pál András      |
| 2012 |                        | Woman Thou Art Loosed: On the 7th Day | David Ames                |                 |
| 2018 |                        | The After Party                       | Martin Ellison            |                 |
| 2019 |                        | Juanita                               | önmaga                    |                 |
| 2020 |                        | Bad Hair                              | Amos Bludso               |                 |
| 2020 | Valódi szerelem        | Really Love                           | Jerome Richmond           |                 |
| 2023 | Származás              | Origin                                | Amari                     |                 |
| 2024 | Longlegs – A rém       | Longlegs                              | William J. Carter         |                 |

### Televíziós szerepek
| Év        | Magyar cím                                       | Eredeti cím                                       | Szerep                         | Megjegyzések                                      |
| --------- | ------------------------------------------------ | ------------------------------------------------- | ------------------------------ | ------------------------------------------------- |
| 1985      | Knight Rider                                     | Knight Rider                                      | Potts                          | 1 epizód                                          |
| 1985      | Cosby                                            | The Cosby Show                                    | Mark                           | mellékszereplő                                    |
| 1985      |                                                  | One Life to Live                                  | Bobby Blue                     | mellékszereplő                                    |
| 1986      |                                                  | Soul Train                                        | önmaga                         | 1 epizód                                          |
| 1986–1987 |                                                  | Downtown                                          | Terry Corsaro                  | főszereplő                                        |
| 1987      |                                                  | Scarecrow and Mrs. King                           | Stillman                       | 1 epizód                                          |
| 1987      |                                                  | 21 Jump Street                                    | Reginald Brooks                | 1 epizód                                          |
| 1987–1994 |                                                  | L.A. Law                                          | Jonathan Rollins               | főszereplő                                        |
| 1988      |                                                  | Mickey's 60th Birthday                            | Johnathon Rollins              | tévéfilm                                          |
| 1989      | A szép és az okos                                | The Cover Girl and the Cop                        | Horace Bouchet                 | tévéfilm magyar hangja Gesztesi Károly            |
| 1990      |                                                  | Murder in Mississippi                             | James Chaney                   | tévéfilm                                          |
| 1990      | Hőhullám                                         | Heat Wave                                         | Robert Richardson              | tévéfilm magyar hangja Széles László              |
| 1990      |                                                  | Rose Parade                                       | önmaga                         | műsorvezető                                       |
| 1991      |                                                  | Showtime at the Apollo                            | önmaga                         | műsorvezető                                       |
| 1991      | Szezám utca                                      | Sesame Street                                     | önmaga                         | 1 epizód                                          |
| 1991      |                                                  | A Different World                                 | Zelmer Collier                 | 1 epizód                                          |
| 1991      |                                                  | American Experience                               | Lewis Douglass                 | 1 epizód                                          |
| 1993      | Los Angeles utcáin                               | Father & Son: Dangerous Relations                 | Jared Williams                 | tévéfilm magyar hangja Imre István                |
| 1994      |                                                  | ABC Afterschool Special                           | önmaga                         | 1 epizód                                          |
| 1996      |                                                  | Soul of the Game                                  | Jackie Robinson                | tévéfilm                                          |
| 1996      | A törvény hevében                                | Mistrial                                          | C. Hodges hadnagy              | tévéfilm                                          |
| 1996      |                                                  | Duckman                                           | önmaga (hang)                  | 1 epizód                                          |
| 1996–1997 |                                                  | High Incident                                     | Michael Rhoades                | főszereplő                                        |
| 1997      |                                                  | Happily Ever After: Fairy Tales for Every Child   | Midas király (hang)            | 1 epizód                                          |
| 1998      | Flóra mama családja                              | Mama Flora's Family                               | Willie                         | 2 epizód                                          |
| 1999      | NAACP Image-díj                                  | NAACP Image Awards                                | önmaga                         | műsorvezető                                       |
| 2000      |                                                  | Linc's                                            | önmaga                         | 1 epizód                                          |
| 2000      |                                                  | City of Angels                                    | Dr. Ben Turner                 | főszereplő                                        |
| 2001      |                                                  | Biography                                         | önmaga                         | 1 epizód                                          |
| 2001      |                                                  | Great Performances                                | narrátor                       | 1 epizód                                          |
| 2002      |                                                  | Inside TV Land                                    | önmaga                         | 1 epizód                                          |
| 2003      |                                                  | The Jamie Kennedy Experiment                      | önmaga                         | 2 epizód                                          |
| 2003–2004 | Szex és New York                                 | Sex and the City                                  | Dr. Robert Leeds               | mellékszereplő magyar hangja Csík Csaba Krisztián |
| 2004      |                                                  | TV Land's Top Ten                                 | önmaga                         | 1 epizód                                          |
| 2004–2005 |                                                  | LAX                                               | Roger De Souza                 | főszereplő                                        |
| 2004–2005 |                                                  | Fatherhood                                        | Dr. Arthur Bindlebeep (hangja) | főszereplő                                        |
| 2005      |                                                  | Half & Half                                       | önmaga                         | 1 epizód                                          |
| 2006–2010 | Christine kalandjai                              | The New Adventures of Old Christine               | Daniel Harris                  | mellékszereplő magyar hangja Pál Tamás            |
| 2006      | A Hádész-faktor                                  | Covert One: The Hades Factor                      | Palmer Addison                 | tévéfilm magyar hangja Kálid Artúr                |
| 2007      | Esküdt ellenségek: Különleges ügyosztály         | Law & Order: Special Victims Unit                 | Miles Sennett                  | 1 epizód                                          |
| 2007–2009 | Édes, drága titkaink                             | Dirty Sexy Money                                  | Simon Elder                    | főszereplő magyar hangja Barabás Kiss Zoltán      |
| 2008      | A terapeuta                                      | In Treatment                                      | Alex                           | mellékszereplő                                    |
| 2010–2011 | Összeesküvés                                     | The Event                                         | Elias Martinez elnök           | főszereplő magyar hangja Jakab Csaba              |
| 2011      |                                                  | Vietnam in HD                                     | Charles J. Brown               | főszereplő                                        |
| 2012      |                                                  | Unsung                                            | önmaga                         | 1 epizód                                          |
| 2012      |                                                  | Who Do You Think You Are?                         | önmaga                         | 1 epizód                                          |
| 2012–2013 |                                                  | The Secret Millionaire                            | narrátor                       | főszereplő                                        |
| 2013      |                                                  | Thunder and Lightning                             | Fekete Villám (hangja)         | mellékszereplő                                    |
| 2013      |                                                  | Ironside                                          | Robert Ironside                | főszereplő                                        |
| 2014      |                                                  | The Trip to Bountiful                             | Ludie Watts                    | tévéfilm                                          |
| 2015      | Jake és Sohaország kalózai                       | Jake and the Never Land Pirates                   | Wraith kapitány (hangja)       | mellékszereplő                                    |
| 2015–2016 | A S.H.I.E.L.D. ügynökei                          | Agents of S.H.I.E.L.D.                            | Andrew Garner                  | mellékszereplő magyar hangja Nagypál Gábor        |
| 2016      |                                                  | Against the Odds                                  | narrátor                       | főszereplő                                        |
| 2016      |                                                  | Unsung Hollywood                                  | önmaga                         | 1 epizód                                          |
| 2016      | A férjem védelmében                              | The Good Wife                                     | Harry Dargis                   | 1 epizód                                          |
| 2016      | Szófia hercegnő                                  | Sofia the First                                   | Sir Jaxon (hangja)             | 1 epizód magyar hangja Welker Gábor               |
| 2016–2018 |                                                  | Quantico                                          | Owen Hall                      | főszereplő                                        |
| 2016–2019 | Az Oroszlán őrség                                | The Lion Guard                                    | Makuu (hangja)                 | mellékszereplő magyar hangja Bognár Tamás         |
| 2017      |                                                  | Give                                              | önmaga                         | 1 epizód                                          |
| 2019      | A Central parki ötök                             | When They See Us                                  | Bobby Burns                    | 1 epizód                                          |
| 2019      | Kedves fehér emberek                             | Dear White People                                 | Moses Brown professzor         | mellékszereplő                                    |
| 2020      | Madam C. J. Walker: az önerejéből lett milliomos | Self Made                                         | Charles James Walker           | főszereplő                                        |
| 2020      |                                                  | Your Honor                                        | Roland Carter                  | 1 epizód                                          |
| 2021      |                                                  | Independent Lens                                  | narrátor                       | 1 epizód                                          |
| 2021      | American Crime Story                             | Impeachment: American Crime Story                 | Vernon Jordan                  | mellékszereplő                                    |
| 2021      |                                                  | Love Life                                         | Vernon Jordan                  | 1 epizód                                          |
| 2023      |                                                  | Black Pop: Celebrating the Power of Black Culture | önmaga                         | mellékszereplő                                    |
| 2023      |                                                  | See It Loud: The History of Black Television      | önmaga                         | mellékszereplő                                    |